# 서공주 분기점
서공주 분기점(西公州分岐點, W.Gongju Junction, 서공주JC)은 충청남도 공주시 우성면에 설치된 서산영덕고속도로와 서천공주고속도로가 만나는 분기점이자 서천공주고속도로의 종점이다.

## 연혁
- 2009년 5월 28일 : 당진상주고속도로 당진 ~ 대전 구간 개통 및 서천공주고속도로 개통에 따라 영업 개시[1][2]

## 구조물 정보
- 위치: 충청남도 공주시 우성면 방문리, 동대리

## 접속하는 노선

### 서산・영덕방면
- 서산영덕고속도로 (8번)

### 서천방면
- 서천공주고속도로 (7번)